# Jelets

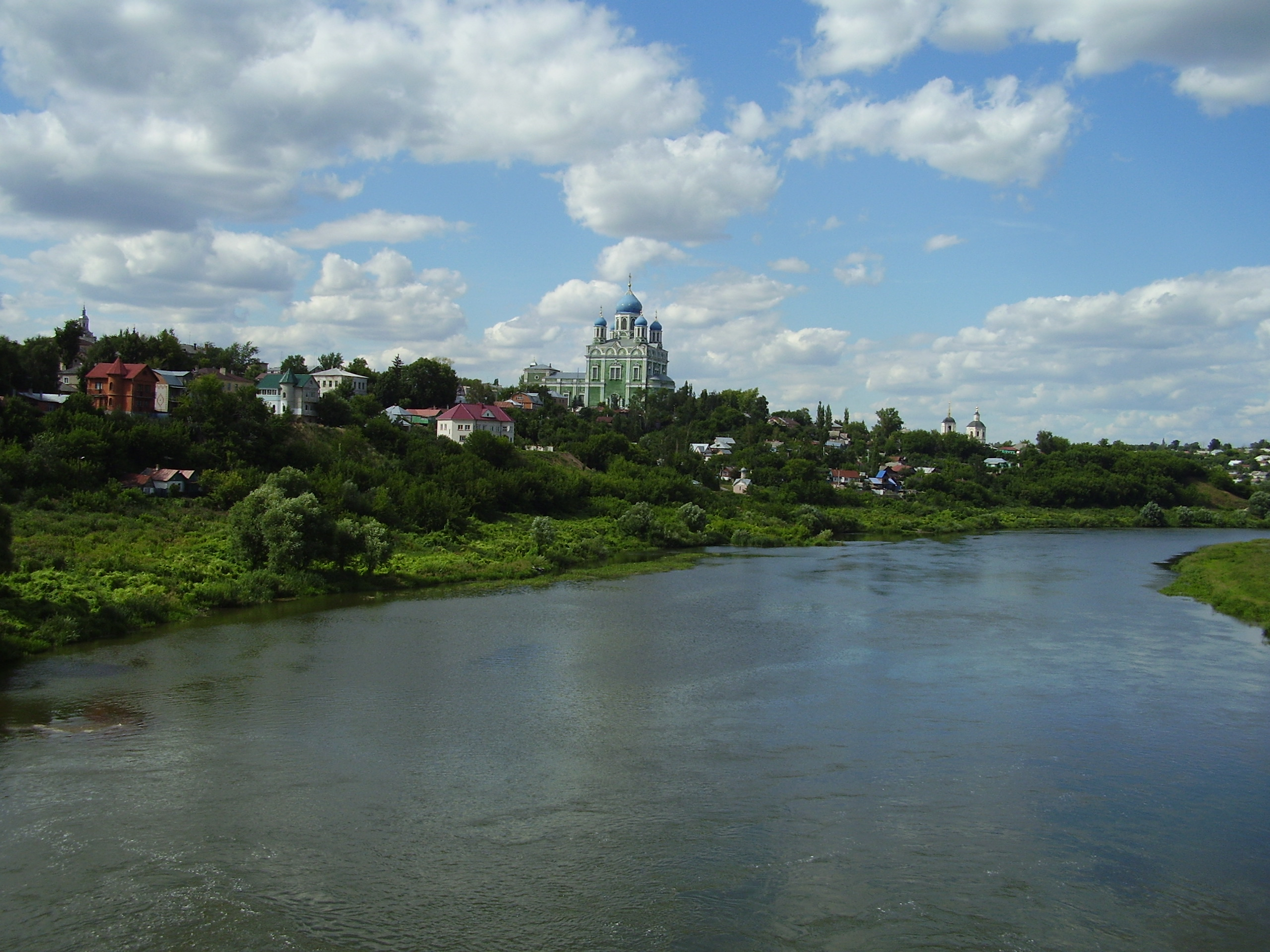
Jelets vid floden Sosna.

Jelets (ryska Елец) är den näst största staden i Lipetsk oblast i Ryssland. Folkmängden uppgick till 105 989 invånare i början av 2015.